# Švarc systém
Švarc systém či švarcsystém je systém ekonomické činnosti, při které osoby vykonávající pro podnikatele běžné činnosti v závislém vztahu nejsou jeho zaměstnanci, ale formálně vystupují jako samostatní podnikatelé (osoby samostatně výdělečně činné, zpravidla živnostníci). Systém se označuje podle podnikatele Miroslava Švarce, který s tímto způsobem podnikání v roce 1990 začal.

## Právní úprava v Česku
Počátkem 90. let patřil tento způsob k velmi rozšířeným a nebyl v rozporu se zákony.[zdroj?]
Zákon o zaměstnanosti č. 1/1991 Sb. v § 1 odst. 6 stanovil, že právnická nebo fyzická osoba je povinna plnění běžných úkolů vyplývajících z předmětu její činnosti zajišťovat svými zaměstnanci, které k tomu účelu zaměstnává v pracovněprávních vztazích podle zákoníku práce, což bylo někdy vykládáno jako přímý zákaz švarcsystému. Shodné ustanovení měl i zákon o zaměstnanosti č. 435/2004 Sb. ve svém § 13. Zákon však zároveň uváděl výjimky, podle kterých fyzická osoba mohla zajišťovat výkon práce též sama nebo pomocí svého manžela nebo dětí právnická osoba též prostřednictvím svých společníků nebo členů, a fyzická i právnická osoba též dočasně přidělenými zaměstnanci agentury práce nebo jinému zaměstnavateli za podmínky, že svěřené úkoly (činnosti) má tento zaměstnavatel zahrnuty ve svém předmětu činnosti a bude je zajišťovat svými zaměstnanci zaměstnávanými v pracovněprávních vztazích podle zákoníku práce.
Zákon o zaměstnanosti i s tímto ustanovením byl ale s přijetím nového zákoníku práce č. 262/2006 Sb. zákonem č. 264/2006 Sb. zrušen a toto ustanovení bylo do nového zákoníku práce převzato jen zčásti. Pak podle některých výkladů nebyl švarcsystém přímo zakázán, nicméně byl stále státní správou považován za jeden ze způsobů daňových úniků.[zdroj⁠?!]
Nový zákoník práce z roku 2006 stanoví v § 74 odst. 1, že „zaměstnavatel má zajišťovat plnění svých úkolů především zaměstnanci v pracovním poměru“.
Novela zákoníku práce od 1. 1. 2012 vložila do § 3 ustanovení, že závislá práce může být vykonávána výlučně v základním pracovněprávním vztahu, není-li upravena zvláštními právními předpisy, přičemž základními pracovněprávními vztahy jsou pracovní poměr a právní vztahy založené dohodami o pracích konaných mimo pracovní poměr. Toto ustanovení je opět někdy vykládáno jako zákaz švarcsystému.

## Definice švarcsystému
Podle Státního úřadu inspekce práce se o tzv. „švarcsystém“ (tedy protiprávní zastírání faktického pracovněprávního vztahu jinou smlouvou) jedná tehdy, pokud jsou splněny všechny následující rysy závislé práce vyplývající z §2 zákoníku práce:
- dodavatelem práce je fyzická osoba, která ji vykonává osobně,
- panuje vztah nadřízenosti zaměstnavatele a podřízenosti zaměstnance,

přičemž práce je vykonávána:
- jménem zaměstnavatele,
- podle pokynů zaměstnavatele,
- za mzdu, plat nebo odměnu za práci,
- na náklady a odpovědnost zaměstnavatele,
- v pracovní době na pracovišti zaměstnavatele, popřípadě na jiném dohodnutém místě.

Pokud jsou všechny tyto charakteristiky práce naplněny, jedná se o práci závislou a musí být vykonávána v pracovněprávním vztahu, tedy na pracovní smlouvu nebo dohodu o pracích konaných mimo pracovní poměr. Naopak, pokud alespoň jedna z těchto podmínek naplněna není, o švarcsystém se podle Státního úřadu inspekce práce nejedná.
V roce 2008 se o definici švarcsystému na webu FinExpert.cz pokusil Vít Doležálek, který uvedl 7 pravidel pro posouzení:
- stav, v jehož důsledku není naplněno právo fyzické osoby na zaměstnání, přestože vykonává činnosti a je v obdobném postavení jako zaměstnanci
- nejde o mimořádně nebo nahodile využitou speciální činnost ani o krátkodobé posílení nedostačující kapacity
- předmětem smlouvy je samotný výkon činnosti, nikoliv zhotovení díla nebo jeho části včetně použití vlastního nástroje či upotřebení vlastního materiálu apod.; odpovědnost za kvalitu práce, nikoliv za kvalitu díla
- stav nadřízenosti a podřízenosti
- při výkonu činnosti vystupuje osoba jménem zadavatele (odběratele), nikoliv vlastním jménem
- odpovědnost osoby za škodu není omezena jako u zaměstnance
- typicky je práce vykonávána pouze nebo převážně pro jednoho objednatele (odběratele)

## Výhody
Takový způsob může být pro zaměstnavatele i zaměstnance výhodný, a to zejména kvůli odlišnostem ve výpočtu daňového zatížení a sociálního pojištění. Pracující osoba zde nemusí odvádět tu část sociálního pojištění, kterou v případě zaměstnanců platí zaměstnavatel, nemocenské pojištění OSVČ je pouze dobrovolné. Navíc je možné vykázat náklady procentem příjmů. Pokud pracovníkovi zajišťuje prostředky pro práci firma, dochází pak často fakticky k dvojímu vykázání nákladů, jednou v účetnictví firmy a podruhé procentem na straně pracovníka. Obě strany se prostřednictvím švarcsystému mohou chtít vyhnout i příliš svazujícímu zákoníku práce. Běžně se lze setkat se švarcsystémem například ve stavebnictví, pohostinství, u programátorů nebo realitních, burzovních makléřů nebo novinářů.

## Nevýhody
Nevýhodou švarcsystému je přenos části administrativy ze zaměstnavatele na takto pracující osobu. Mezi další nevýhody patří mimo jiné to, že v tomto vztahu nemá osoba pracující tzv. „na švarcsystém“ ze zákona nárok na dovolenou a pokud si dovolenou udělá, tak je neplacená, tj. nemá nárok na náhrady mzdy za dovolenou (dle rozhodnutí Evropského soudního dvora v roce 2017 vzniká nárok na dovolenou i osobám pracujícím jako OSVČ) . Dále nemá ze zákona automatický nárok na poskytnutí pracovních pomůcek ani na přestávku na oběd, netýkají se jí ustanovení o minimální mzdě a další. V případě ukončení spolupráce nemá nárok na odstupné (pokud si jej smluvně nesjedná).
V případě pracovního úrazu se na takto pracující osobu nevztahuje zákonné pojištění zaměstnavatele, tj. případné odškodnění může implicitně získat z vlastního pojištění (popřípadě si sjednat odškodnění explicitně se zaměstnavatelem, ale ten takovou záležitost bude muset hradit z vlastních nákladů). Taktéž se na takto pracující osobu nevztahuje omezení z hlediska možné maximální výše požadované náhrady škody způsobené z nedbalosti definované v § 257 odst. 2 zákoníku práce. Případná omezení náhrad za škody, včetně dalších záležitostí, si může takto pracující osoba opět explicitně sjednat.
Takže je třeba brát v úvahu celou řadu záležitostí, které se mohou postupem času měnit se změnami zákonů a které pro zaměstnance v pracovním poměru vyplývají automaticky ze zákona, zatímco osoby pracující tzv. „na švarcsystém“ si je musí buď explicitně sjednávat, nebo pro ně opominutí může mít v některých případech nepříjemné následky.

### Paušální daň a hypotéka
Pokud se OSVČ rozhodne díky jejich výhodnosti a zlehčení administrace pro jeden z výdajových paušálů, musí vzít v potaz, že banka při rozhodování o udělení hypotéky nebude brát v úvahu jeho hrubý příjem, ale pouze základ daně po odečtení paušálu. Pokud by si tedy OSVČ vydělala například 50 000 Kč měsíčně a uplatňovala paušál 60%, bance by se jevilo jako klient s hrubým měsíčním příjmem 20 000 Kč. V kombinaci s dalšími nejistotami, jež zaměstnání na OSVČ provází, banky žádost o hypotéku nezřídka zamítají.

## Stav
Studie společnosti PAQ research z roku 2025 odhaduje, že na švarcsystém pracuje v České republice 100–175 tisíc OSVČ.

## Kontroly
Kontrolou nelegálního zaměstnávání (mezi něž patří Švarc systém) byl Zákonem o zaměstnanosti od ledna 2012 pověřen Inspektorát práce. Při tom jisté kompetence má i Úřad práce, takže t. č. se kontrol účastní obě instituce (únor 2012). V první polovině 2012 bylo uloženo 1 936 pokut v celkové výši 106 milionů korun.